# Coppa Manrico Pasquali 1912
La Coppa Manrico Pasquali 1912, prima storica edizione della corsa, si svolse il 15 settembre 1912 su un percorso di 180 km. La vittoria fu appannaggio dell'italiano Alfredo Tibiletti, che completò il percorso in 6h25'00", precedendo i connazionali Carlo Oriani e Giovanni Cervi.
Sul traguardo di Copparo 11 ciclisti, su 19 partiti dalla medesima località, portarono a termine la competizione. 

## Ordine d'arrivo (Top 10)
| Pos. | Corridore          | Squadra    | Tempo    |
| ---- | ------------------ | ---------- | -------- |
| 1    | Alfredo Tibiletti  | -          | 6h25'00" |
| 2    | Carlo Oriani       | Stucchi    | s.t.     |
| 3    | Giovanni Cervi     | Gerbi      | s.t.     |
| 4    | Giovanni Geminiani | -          | s.t.     |
| 5    | Fedele Dradi       | -          | s.t.     |
| 6    | Cesare Zini        | L'Italiana | s.t.     |
| 7    | Alfonso Calzolari  | L'Italiana | s.t.     |
| 8    | Arturo Ricci       | -          | s.t.     |
| 9    | Giovanni Calderoni | -          | s.t.     |
| 10   | Alfredo Benini     | -          | a 14'00" |